# Adam Smorawiński

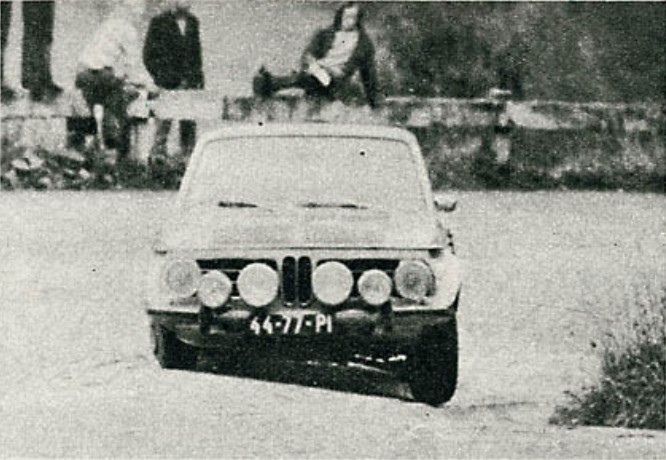
Adam Smorawiński podczas wygranego 22. Rajdu Wisły

Adam Smorawiński (ur. 23 grudnia 1927 w Poznaniu, zm. 24 kwietnia 2021) – polski przedsiębiorca, kierowca rajdowy i wyścigowy, mistrz Polski. Zawodnik Automobilklubu Wielkopolskiego.

## Kariera sportowa
Starty rozpoczął w latach 60. XX wieku jako zawodnik Automobilklubu Wielkopolskiego. Wielokrotnie zdobywał tytuł rajdowego mistrza Polski oraz mistrza Polski w wyścigach samochodowych. Jego największym sukcesem było zwycięstwo w klasyfikacji generalnej rajdowych mistrzostw Polski w 1972. W tym samym roku zwyciężył również w Rajdzie Wisły (z pilotem Andrzejem Zembrzuskim). Drugie miejsce zajmował w Rajdzie Dolnośląskim (1967 – z Jerzym Unierzyńskim, 1972 – z Andrzejem Zembrzuskim, 1973 – z Ryszardem Żyszkowskim) i Rajdzie 1001 Jezior (1969 – z Andrzejem Zembrzuskim). Sześciokrotnie startował w Rajdzie Monte Carlo jako kierowca (1969 – wycofał się, 1970 – wycofał się z powodu awarii, 1971 – wycofał się z powodu wypadku, 1972 – 32 m. (z Ryszardem Żyszkowskim), 1973 – 39 m. (z Andrzejem Zembrzuskim), 1979 – wycofał się), raz jako pilot Henryka Rucińskiego (1966 – wycofali się). Czterokrotnie triumfował w samochodowych mistrzostwach Polski wszechklas.

### Rajdowe Mistrzostwa Polski
- 1963: 1 m. w kategorii I klasa powyżej 1300 cm3 (z Edwardem Grabowskim)[5]
- 1968: 1 m. w kategorii Klasa 5 (do 1600 cm3)[6]
- 1969: 1 m. w kategorii Klasa 5 (do 1600 cm3)[7]
- 1971: 1 m. w kategorii Klasa 9–13 (do 5000 cm3)[8]
- 1972: 1 m. w klasyfikacji generalnej oraz w kategorii Grupa II klasa 9–13 (z przeróbkami do 5000 cm3) – z Adamem Zembrzuskim[9]

### Samochodowe Mistrzostwa Polski
- 1972: 1 m. (wszechklasy)[10]
- 1973: 1 m. (wszechklasy i kategoria 35)[11]
- 1974: 1 m. (wszechklasy i kategoria 35)[12]
- 1976: 1 m. (wszechklasy i klasa 7)[13]

### Praca zawodowa i życie prywatne
Od lat 50. prowadził działalność gospodarczą (m.in. tartak, warsztat produkujący zabawki). W latach 1970. został dyrektorem budowy Toru Poznań otwartego w 1977. Następnie wyjechał do Niemiec, prowadził w Berlinie działalność gospodarczą. Po 1989 został generalnym przedstawicielem na Polskę koncernu BMW. W kadencji 1994–1998 był radnym miasta Poznania. W 2016 uhonorowano go tytułem Superseniora Poznańskiego Sportu.
Był członkiem honorowym Polskiego Związku Łowieckiego, prezesem Okręgowej Rady Łowieckiej w Poznaniu, jak również współzałożycielem i prezesem Polskiego Klubu Safari. Został odznaczony Honorowym Żetonem Zasługi "Złom", Medalem św. Huberta oraz honorową odznaką Złota Diana. Swoją kolekcję myśliwską podarował w 2004 Muzeum Przyrodniczo-Łowieckiemu w Uzarzewie.
W wyścigach samochodowych startował jego syn, Wojciech Smorawiński, i wnuk Wojciech Smorawiński junior. Drugi wnuk, Tomasz Smorawiński, był kierowcą rajdowym.